# Clinical Genitourinary Cancer
Clinical Genitourinary Cancer is een internationaal, aan collegiale toetsing onderworpen wetenschappelijk tijdschrift op het gebied van de oncologie, urologie en nefrologie. De naam wordt in literatuurverwijzingen meestal afgekort tot Clin. Genitourin. Canc. Het wordt sinds 2011 uitgegeven door Elsevier; daarvoor door CIG Media Group. Het verschijnt 4 keer per jaar. Het eerste nummer verscheen in 2002.